# Ваздушна маса
Ваздушна маса у метеорологији је запремина ваздуха дефинисана својом температуром и садржајем водене паре. Ваздушне масе покривају више стотина или хиљада километара квадратних и прилагођавају се особинама површине испод њих. Класификоване су према географској ширини и својим континенталним или поморским изворним регионима. Хладније ваздушне масе се називају арктичке или поларне, док се топлије ваздушне масе сматрају тропским. Континенталне и више ваздушне масе су суве, док су поморске и монсунске ваздушне масе влажне. Атмосферски фронт раздваја ваздушне масе различите густине (температуре и/или влаге). Када се ваздушна маса удаљава од свог изворног региона, основна вегетација и водена тијела могу брзо промијенити свог карактер.

## Класификација и нотација
Бержеронова класификација је најшире прихваћени облик класификације ваздушних маса, иако су други произвели префињеније верзије ове шеме у различитим регионима света. Класификација ваздушних маса укључује три слова. Прво слово описује својства влаге - „ц” представља континенталне ваздушне масе (суво), а „м” представља морске ваздушне масе (влажне). Његов изворни регион је следећи: „Т“ означава тропско, „П“ значи поларно, „А“ означава Арктик или Антарктик, „М“ означава монсун, „Е“ значи екваторијално, а „С“ значи адијабатско сушење и загревање ваздуха формираног значајним кретањем наниже у атмосфери. На пример, ваздушна маса која лети преко пустиње југозападно од Сједињених Држава може бити означена као „цТ”. Ваздушна маса која зими потиче изнад северног Сибира може се означити као „цА“.
Стабилност ваздушне масе може бити приказана коришћењем трећег слова, или „к“ (ваздушна маса хладнија од површине испод ње) или „в“ (ваздушна маса топлија од површине испод ње). Пример овога може бити поларна ваздушна маса која дува изнад Голфске струје, означена као „цПк”. Повремено се такође може сусрести са употребом апострофа или „степена“ који означава да је дата ваздушна маса која има исту ознаку као друга коју замењује хладнија од замењене ваздушне масе (обично за поларне ваздушне масе). На пример, серија фронтова изнад Пацифика може да покаже ваздушну масу означену мПк, праћеном другом означеном као мПк'.
Друга конвенција која користи ове симболе је индикација модификације или трансформације једног типа у други. На пример, арктичка ваздушна маса која излеће изнад Аљаског залива може се приказати као „цА-мПк”. Још једна конвенција указује на слојевитост ваздушних маса у одређеним ситуацијама. На пример, прелет поларне ваздушне масе ваздушном масом из Мексичког залива преко централних Сједињених Држава може бити приказан са ознаком „мТ/цП“ (понекад се користи хоризонтална линија као у запису разломака).

## Карактеристике
Тропске и екваторијалне ваздушне масе су вруће док се развијају на нижим географским ширинама. Оне које се развијају изнад копна (континенталне) су сувље и топлије од оних који се развијају изнад океана и путују ка полу на јужној периферији суптропског гребена. Поморске тропске ваздушне масе се понекад називају размењивачким ваздушним масама. Морске тропске ваздушне масе које утичу на Сједињене Државе потичу из Карипског мора, јужног Мексичког залива и тропског Атлантика источно од Флориде преко Бахама. Монсунске ваздушне масе су влажне и нестабилне. Супериорне ваздушне масе су суве и ретко допиру до тла. Обично се налазе изнад морских тропских ваздушних маса, формирајући топлији и сувљи слој изнад умереније влажне ваздушне масе испод, формирајући оно што је познато као инверзија пасата над морском тропском ваздушном масом.
Континенталне поларне ваздушне масе (cP) су ваздушне масе које су хладне и суве због свог континенталног порекла. Континенталне поларне ваздушне масе које утичу на Северну Америку формирају се изнад унутрашње Канаде. Континенталне тропске ваздушне масе (cT) су тип тропског ваздуха који производи суптропски гребен на великим површинама земље и обично потичу из пустиња ниских географских ширина као што је пустиња Сахара у северној Африци, која је главни извор ових ваздушних маса. Други мање важни извори који производе cT ваздушне масе су Арабијско полуострво, централни аридни/полусушни део Аустралије и пустиње које леже у југозападним Сједињеним Државама. Континенталне тропске ваздушне масе су изузетно вруће и суве. Арктичке, антарктичке и поларне ваздушне масе су хладне. Својства арктичког ваздуха развијају се над ледом и снегом прекривеним тлом. Арктички ваздух је дубоко хладан, хладнији од поларних ваздушних маса. Арктички ваздух може бити плитак током лета и брзо се мења како се креће према екватору. Поларне ваздушне масе се развијају на вишим географским ширинама изнад копна или океана, веома су стабилне и генерално плиће од арктичког ваздуха. Поларни ваздух изнад океана (поморски) губи своју стабилност, јер добија влагу над топлијим океанским водама.

## Кретање и фронтови
Временски фронт је граница која раздваја две ваздушне масе различите густине и главни је узрок метеоролошких појава. У површинским временским анализама, фронтови су приказани помоћу различитих обојених линија и симбола, у зависности од врсте фронта. Ваздушне масе одвојене фронтом обично се разликују по температури и влажности. Хладни фронтови могу да карактеришу уске појасеве грмљавине и лоше временске прилике, а повремено им могу претходити олујне линије или суве линије. Топлим фронтовима обично претходе стратиформне падавине и магла. Време се обично брзо разведри након проласка фронта. Неки фронтови не производе падавине и имају малу облачност, иако увек постоји промена ветра.
Хладни фронтови и оклудирани фронтови се углавном крећу од запада ка истоку, док се топли фронтови крећу ка полу. Због веће густине ваздуха иза њих, хладни фронтови и хладне оклузије се крећу брже од топлих фронтова и топлих оклузија. Планине и топле водене површине могу успорити кретање фронтова. Када фронт постане стационаран, а контраст густине преко фронталне границе нестане, фронт се може дегенерисати у линију која раздваја регионе различите брзине ветра, познату као помична линија. Ово је најчешће изнад отвореног океана...

## Модификација
Ваздушне масе се могу модификовати на различите начине. Површински ток из вегетације испод, као што је шума, делује тако да влаже ваздушну масу која се налази изнад. Топлота топлијих вода испод може значајно да модификује ваздушну масу на удаљеностима од  35 km (22 mi) до 40 km (25 mi). На пример, југозападно од екстратропских циклона, закривљени циклонски ток који доноси хладан ваздух кроз релативно топла водена тела може довести до уских снежних трака са ефектом језера. Ти појасеви доносе јаке локализоване падавине пошто велика водена тела као што су језера ефикасно складиште топлоту што резултира значајним температурним разликама (већим од 13 °C (55,399999999999 °F)) између површине воде и ваздуха изнад. Због ове температурне разлике, топлота и влага се транспортују нагоре, кондензујући се у вертикално оријентисане облаке (погледајте сателитску слику) који стварају снежне пљускове. На смањење температуре са висином и дубином облака директно утичу и температура воде и околина на великим размерама. Што се температура јаче опада са висином, то су облаци све дубљи, а стопа падавина постаје већа.